# Poniatówek (województwo łódzkie)
Poniatówek – wieś w Polsce położona w województwie łódzkim, w powiecie sieradzkim, w gminie Goszczanów.
W latach 1975–1998 miejscowość położona była w województwie sieradzkim.